# Кайленэй
Кайленэй — потухший вулкан в центральной части Срединного хребта на полуострове Камчатка, Россия.
Вулкан расположен на восточном склоне Срединного хребта, в верховье рек Правая Ука и Левая Ука. Форма вулкана представляет собой пологий неправильный щит. В географическом плане вулканическое сооружение занимает площадь — 24 км², объем изверженного материала 5 км³. Абсолютная высота — 1608 м, относительная: восточных склонов — 1000 м, западных — 300 м.
Вулкан сложен в основном лавовыми потоками и пирокластическим материалом. Вершинная часть вулкана венчается двумя небольшими пологими конусами. Деятельность вулкана относится к голоценовому периоду.
Вулкан входит в группу северного вулканического района, срединного вулканического пояса.